# مينداوغاس كوبشاس
مينداوغاس كوبشاس (بالليتوانية: Mindaugas Kupšas)‏ مواليد 9 أبريل 1991 في ليتوانيا، هو لاعب كرة سلة ليتواني. بدأ مسيرته الاحترافية في سنة 2011. يبلغ طوله 7 قدم 1 بوصة (2.2 م). حقق المركز الثالث في الألعاب الجامعية الصيفية 2011.

## المسيرة الاحترافية
لعب مع نادي أتلتاس لكرة السلة في موسم 2011–2012، ثم لعب مع نادي ليتكابليس لكرة السلة في موسم 2012–2013، ثم لعب مع زالغيريس لكرة السلة في موسم 2013–2014، ثم لعب مع نادي هالمان فيينا لكرة السلة في سنة 2015، ثم لعب مع نادي نفيجيس لكرة السلة في موسم 2015–2016.

## الميداليات
| الميدالية | المسابقة                      |
| --------- | ----------------------------- |
| برونزية   | الألعاب الجامعية الصيفية 2011 |

## روابط خارجية
- مينداوغاس كوبشاس على موقع الاتحاد الدولي لكرة السلة (الإنجليزية)
- مينداوغاس كوبشاس على موقع الدوري الأوروبي لكرة السلة (الإنجليزية)
- مينداوغاس كوبشاس على موقع كرة السلة الأوروبية.كوم (الإنجليزية)
- مينداوغاس كوبشاس على موقع ريلجم (الإنجليزية)
- مينداوغاس كوبشاس على موقع بروبوليرز (الإنجليزية)
- مينداوغاس كوبشاس على موقع سبورتس رفرنس (الإنجليزية)